# .sc
.sc (Seychelles) é o código TLD (ccTLD) na Internet para as Seicheles.